# Dupontia
Dupontia és un gènere de plantes de la família de les poàcies, ordre de les poals, subclasse de les commelínides, classe de les liliòpsides, divisió dels magnoliofitins. La seva distribució és subàrtica d'on prové el nom en anglès de  Tundragrass herba de la tundra).

## Taxonomia
Actualment es consideren com a espècies segures només Dupontia fischeri i Dupontia psilosantha.
Tradicionalment es consideraven les següents espècies:
- Dupontia cooleyi A. Gray (nom actual: Graphephorum melicoides)
- Dupontia fischeri R. Br.
  - Dupontia fisheri var. aristata Malte ex Polunin
    - Dupontia fisheri subsp. fisheri

  - Dupontia fisheri var. fisheri
  - Dupontia fisheri var. flavescens Hook. i Arn.
    - Dupontia fisheri subsp. pelligera (Rupr.) Tzvelev

  - Dupontia fisheri var. pelligera (Rupr.) Trautv.
    - Dupontia fisheri subsp. psilosantha (Rupr.) Hultén

  - Dupontia fisheri var. psilosantha (Rupr.) Trautv.
- Dupontia micrantha Holm (sinònim de D. psilosantha)
- Dupontia pelligera (Rupr.) Nyman (sinònim de D. psilosantha)
- Dupontia psilosantha Rupr.
  - Dupontia psilosantha var. flavescens (Hook. i Arn.) Vasey
  - Dupontia psilosantha var. psilosantha